# Уичито (округ, Техас)
Округ Уичито (англ. Wichita County) расположен в США, штате Техас. На 2000 год численность населения составляла 131 664 человек. По оценке бюро переписи населения США в 2009 году население округа составляло 127 616 человек. Окружным центром является город Уичито-Фолс.

## История
Округ Уичито был сформирован в 1858 году.

## География
Согласно данным Бюро переписи населения США площадь округа Уичита составляет 1625 км².

### Основные шоссе
- Федеральная автострада 44
- Шоссе 281
- Шоссе 287
- Автострада 25
- Автострада 79
- Автострада 240

### Соседние округа
- Тилмен, Оклахома (север)
- Коттон, Оклахома (северо-восток)
- Клей (восток)
- Арчер (юг)
- Уилбаргер (запад)

## Демография
По данным переписи населения 2000 года в округе проживало 131 664 жителей. Среди них 24,2 % составляли дети до 18 лет, 13,3 % люди возрастом более 65 лет. 49,5 % населения составляли женщины.
Национальный состав был следующим: 83,3 % белых, 10,7 % афроамериканцев, 1,3 % представителей коренных народов, 2,1 % азиатов, 15,4 % латиноамериканцев. 2,5 % населения являлись представителями двух или более рас.
Средний доход на душу населения в округе составлял $16965. 13,9 % населения имело доход ниже прожиточного минимума. Средний доход на домохозяйство составлял $44392.
Также 79,9 % взрослого населения имело законченное среднее образование, а 20,0 % имело высшее образование.